# 費爾波特 (愛荷華州)
費爾波特（英語：Fairport）是位於美國愛荷華州馬斯卡廷縣的一個人口普查指定地區。